# The Crew-Cuts
The Crew-Cuts war eine kanadische Doo-Wop-Vokalgruppe. Die Formation gehörten zu den ersten weißen Interpreten, die Coverversionen ihrer schwarzen Kollegen anfertigten und im segregierten amerikanischen Musikmarkt einer breiten Öffentlichkeit zuführten. Ihr bekanntester Titel ist Sh-Boom aus dem Jahr 1954.

## Karriere
Das Quartett gründete sich 1952 unter dem Namen „The Canadaires“ in Toronto. 1954 bestand es aus den Brüdern John Perkins (* 1931) und Ray Perkins (* 1932) sowie Pat Barrett (1933–2016) und Rudi Maugeri (1931–2004), der auch für die Vokal-Arrangements verantwortlich zeichnete. Nach einem Fernsehauftritt in Cleveland wurde Bill Randle auf die Gruppe aufmerksam, der einen neuen Namen „The Crew-Cuts“ vorschlug und sie an Mercury Records vermittelte.
Bereits eine ihrer ersten Singles, die Eigenkomposition Crazy ’bout Ya Baby, wurde ein Nummer-8-Hit in den amerikanischen Charts. Für die zweite Aufnahmesession sollte eine schwarze R&B-Vorlage gecovert werden. Die Wahl fiel auf Sh-Boom der Band The Chords, die damit sehr erfolgreich auf Platz 2 der R&B und auf Platz 5 der Popcharts landeten. Die Coverversion der Crew-Cuts hingegen toppte diesen Erfolg und verblieb für neun Wochen auf Platz 1 der Popcharts und war damit der zweiterfolgreichste Popsong des Jahres 1954. Mercury verfolgte daraufhin weiter die Strategie von popkompatiblen Einspielungen schwarzer Vorlagen im Bigband-Stil. Es folgten Nachspielungen von Oop Shoop von Shirley Gunter, Earth Angel der Penguins, des R&B-Standards Kokomo und weitere. Dieser Strategie folgten Mitte der 1950er Jahre viele andere weiße Künstler wie Pat Boone, Georgia Gibbs und The McGuire Sisters, bis mit dem Rock ’n’ Roll sich ein Genre etablierte, der allen Musiksparten erfolgreiche Crossover ermöglichte und schließlich zum Mainstream wurde.
1958 wechselten die Crew-Cuts zu RCA Records, konnten aber nicht an ihre Mercury-Erfolge anknüpfen. Nach weiteren erfolglosen Stationen bei Warwick Records, Whale Records, Vee-Jay Records, ABC-Paramount und Chess Records löste sich die Gruppe 1964 auf. 20 Jahre später wurde die Gruppe mit der Aufnahme in die Canadian Music Hall of Fame geehrt.

## Diskografie

### Alben
| Jahr | Titel Musiklabel                          | Höchstplatzierung, Gesamtwochen, AuszeichnungChartplatzierungen (Jahr, Titel, Musiklabel, Platzierungen, Wochen, Auszeichnungen, Anmerkungen) | Höchstplatzierung, Gesamtwochen, AuszeichnungChartplatzierungen (Jahr, Titel, Musiklabel, Platzierungen, Wochen, Auszeichnungen, Anmerkungen) | Anmerkungen                |
| Jahr | Titel Musiklabel                          | UK | US | Anmerkungen                |
| ---- | ----------------------------------------- | --- | --- | -------------------------- |
| 1954 | The Crew Cuts on the Campus Mercury 25200 | — | US14 (2 Wo.)US | Erstveröffentlichung: 1953 |

grau schraffiert: keine Chartdaten aus diesem Jahr verfügbar
Weitere Alben
- 1954: Crew Cut Capers (Mercury 20143)
- 1955: The Crewcuts Go Long Hair (Mercury 20067)
- 1956: Rock and Roll Bash (Mercury 20144)
- 1956: Music ala carte / The Crew Cuts (Mercury 20199 / 12177)
- 1959: Surprise Package (RCA Victor 1933)
- 1959: The Crew-Cuts Sing (RCA Victor 2037)
- 1960: You Must Have Been a Beautiful Baby! (RCA Victor 2067)
- 1961: Sing Out (RCA Victor 102)
- 1962: High School Favorites (Wing 12180)
- 1963: The Great New Sound of the Crew-Cuts / Crew-Cuts Sing Folk (Camay 3002)

### Kompilationen
- 1980: The Wonderful, Happy, Crazy, Innocent World of the Crew-Cuts (Picc-a-Dilly 3560)
- 1996: The Best Of: The Mercury Years (Spectrum 552 762)
- 2001: Best of the Crew Cuts (Polygram)
- 2006: Sh-Boom: Where Swing Met Doo-Wop & Rock’n’Roll (2 CDs; Jasmine 432)
- 2013: The Biggest Surprise Package: The Best of the Crew Cuts >(Backtracks)
- 2017: The Singles Collection 1950–1960 (Acrobat)

### Singles
| Jahr | Titel Album                                 | Höchstplatzierung, Gesamtwochen, AuszeichnungChartplatzierungen (Jahr, Titel, Album, Platzierungen, Wochen, Auszeichnungen, Anmerkungen) | Höchstplatzierung, Gesamtwochen, AuszeichnungChartplatzierungen (Jahr, Titel, Album, Platzierungen, Wochen, Auszeichnungen, Anmerkungen) | Anmerkungen |
| Jahr | Titel Album                                 | UK | US | Anmerkungen |
| ---- | ------------------------------------------- | --- | --- | --- |
| 1954 | Crazy ’Bout Ya Baby Crew Cut Capers         | — | US8 (18 Wo.)US | Erstveröffentlichung: April 1954 Autoren: Pat Barrett, Rudi Maugeri                                                                                               |
| 1954 | Sh-Boom Rock and Roll Bash                  | UK12 (9 Wo.)UK | US1 (20 Wo.)US | Erstveröffentlichung: Juni 1954 Autoren: Carl Feaster, Floyd McRae, James C. Keyes, James W. Edwards Original: The Chords, 1954                                   |
| 1954 | Oop-Shoop Rock and Roll Bash                | — | US13 (7 Wo.)US | Erstveröffentlichung: September 1954 Autoren: Blondie Taylor, Shirley Gunter 1954 ein R&B-Hit für Shirley Gunter                                                  |
| 1955 | Earth Angel Rock and Roll Bash              | UK4 (20 Wo.)UK | US3 (13 Wo.)US | Erstveröffentlichung: Januar 1955 Autor: Curtis Williams Original: The Penguins, 1954                                                                             |
| 1955 | Ko Ko Mo (I Love You So) Rock and Roll Bash | — | US6 (14 Wo.)US | Erstveröffentlichung: Januar 1955 Autoren: Vernon Haven, Forest Wilson Original: Gene & Eunice with Jonesy’s Combo, 1954                                          |
| 1955 | Don’t Be Angry –                            | — | US14 (8 Wo.)US | Erstveröffentlichung: November 1955 Autoren: Nappy Brown, Rose Marie McCoy Original: Nappy Brown, 1955                                                            |
| 1955 | A Story Untold Rock and Roll Bash           | — | US16 (7 Wo.)US | Erstveröffentlichung: Mai 1955 Autor: Leroy Griffin im selben Jahr ein R&B-Hit für die Nutmegs                                                                    |
| 1955 | Gum Drop Rock and Roll Bash                 | — | US10 (8 Wo.)US | Erstveröffentlichung: August 1955 Autor: Rudolph Toombs Original: Otis Williams and His New Group, 1955                                                           |
| 1956 | Angels in the Sky Rock and Roll Bash        | — | US13 (13 Wo.)US | Erstveröffentlichung: November 1955 Autor und Original: Dick Glasser, 1953                                                                                        |
| 1956 | Mostly Martha The Crewcuts Go Long Hair     | — | US31 (9 Wo.)US | B-Seite von Angels in the Sky Autoren: Dorcas Cochran, Ralph Sterling nach der Arie Ach so fromm, ach so traut aus der Oper Martha 1938 ein Hit für Larry Clinton |
| 1956 | Seven Days Rock and Roll Bash               | — | US20 (11 Wo.)US | Erstveröffentlichung: 29. Dezember 1955 Autoren: Carmen Taylor, Willis Carroll                                                                                    |
| 1956 | Tell Me Why –                               | — | US45 (5 Wo.)US | Erstveröffentlichung: 26. Mai 1956 Autor: Titus Turner Original: Marie Knight, 1956                                                                               |
| 1957 | Young Love –                                | — | US24 (12 Wo.)US | Erstveröffentlichung: 3. Dezember 1956 Autoren: Ric Cartey, Carole Joyner Original: Ric Cartey with the Jiva-Tones, 1956                                          |

Weitere Singles
- 1954: I Spoke Too Soon
- 1954: The Barking Dog
- 1954: Twinkle Toes
- 1955: Unchained Melody
- 1955: Chop Chop Boom
- 1955: Are You Having Any Fun
- 1956: Honey Hair, Sugar Lips, Eyes of Blue
- 1956: Bei mir bist du schon
- 1956: Keeper of the Flame
- 1956: The Varsity Drag / The Halls of Ivy
- 1956: Little by Little / Young Love
- 1957: The Angelus
- 1957: Suzie Q / Such a Shame
- 1957: I Sit in the Windows
- 1957: Be My Only Love
- 1958: Hey, Stella! (Who Zat Down Your Cellar?)
- 1958: Baby Be Mine
- 1959: Fraternity Pin
- 1959: Gone, Gone, Gone
- 1960: It Is No Secret / No, No, Nevermore
- 1960: American Beauty Rose
- 1960: Aura Lee
- 1960: Over the Mountain
- 1960: You and the Angels
- 1960: Malaguena
- 1961: The Legend of Gunga Din
- 1962: Twistin’ All Around the World
- 1962: Laura Love
- 1962: Hush Little Baby (Don’t You Cry)
- 1963: Hip-Huggers
- 1963: The Three Bells
- 1964: Yea, Yea, She Wants Me